# Садки (Красносулинский район)
Садки — хутор в Красносулинском районе Ростовской области. Административный центр Садковского сельского поселения.

## Название
На карте 1903 года Черкасского округа Области Войска Донского именуется Николаевско-Садковский;
Согласно перечню «Казачьих населенных пунктов в 1918 г.» относился к станице Новочеркасской и именовался Садковско-Николаевский.

## География
Расположен в 68 км восточнее города Красный Сулин. 

## История
Находившаяся здесь ранее слобода Краснощековых Садки поселена была на балке Садки в недалеком расстоянии от впадения её с правой стороны в р. Кундрючью. Крестьяне этой слободы в 1862 году были переселены на р. Миусс. С того времени местность, занятую слободой, начали заселять казаки.
О времени первоначального заселения Садковской слободы сведений нет, но в 1749 году она существовала и принадлежала в то время старшине Фёдору Краснощёкову. В 1767 году в этом поселении было 4 двора, в них мужского пола 22, женского пола 6 душ малороссиян.
В хуторе находилась Рождество-Богородицкая церковь, входившая в Александровско-Грушевское благочиние Донской епархии. В 1915 году в хуторе было 517 дворов, 1600 мужчин, 1503 женщины. Кроме церкви, в хуторе было хуторское правление, приходское училище, церковно-приходская школа.
В бывшей слободе Садках с 1835 года существовал деревянный, во имя Воскресения Господня, однопрестольный, молитвенный дом, который в 1875 году сгорел. Вместо него в 1877 году устроена новая, деревянная, во имя Рождества Пресвятой Богородицы, однопрестольная церковь.
В ГАРО на хранении находятся метрические книги Рождество-Богородицкой церкви х. Садковско-Николаевский за следующие года: 1850—1851, 1853—1869, 1871, 1874, 1883. Всего 22 метрические книги. Кроме того, есть на хранении клировые ведомости церквей Александровско-Грушевского благочиния за разные года. Из этих документов можно почерпнуть данные о строительстве церкви, о её священнослужителях, о том, кто занимал выборные должности церковного старосты и просфорни.
В географическом каталоге ГАРО есть ссылки на следующие дела по хутору:
- Ф.301 Оп.8 Д.1087 Дело об открытии полного поселкового управления в хуторе Садковско-Николаевском 2-й Новочеркасской ст., 108 дворов, 1882 год.
- Ф.341 Оп.1 Д.50 Дело об отводе земли старшины П. Краснощекову на правой стороне р. Грушевке и переводе туда крестьян, 1805 год.

## Население
| 1767 | 1915  | 2010  |
| ---- | ----- | ----- |
| 28   | ↗3103 | ↘1863 |

### Известные люди
- Павлов, Пётр Андреевич — гвардии старшина.
- Чистов, Иван Акимович — Герой Советского Союза.
- Полтавский, Иван Иванович  — Герой Социалистического Труда.
- Ткачёва, Мария Егоровна — Заслуженный работник культуры РСФСР.

## Социальная сфера
МБОУ Садковская СОШ, детский сад № 10 «Золушка», Дом культуры, Садковская врачебная амбулатория МБУЗ "РБ".

## Экономика
- На территории хутора находится ОАО «Каскад» , вид деятельности - разработка песчаных и гравийных карьеров. 15 малых предприятий, в том числе магазины «Садко», «Фортуна», кафе-бар.

## Религиозные учреждения
Храм Рождества Пресвятой Богородицы.